# Sempu
El mont Sempu és un volcà d'Indonèsia que es troba a l'extrem nord de l'illa de Sulawesi i s'eleva fins als 1.549 msnm. Conté una caldera de 3 quilòmetres d'amplada, al costat sud-oest de la qual hi ha un maar i un llac de cràter. Del maar s'extreu sofre des del 1938. No hi ha registres històrics d'activitat volcànica.